# Goalball under sommer-PL 2020
Goalball under Sommer-PL 2020 blev spillet i Makuhari Messe i Tokyo. Konkurrencen varede fra den 24. august til 5. september 2021.
Sommer-OL og de Paralympiske Lege 2020 blev udskudt til 2021, på grund af Coronaviruspandemien. Begivenheden bærer fortsat 2020-navnet og blev afholdt fra 24. august til 5. september 2021.

## Oversigt
| G | Gruppespil | ¼ | Kvartfinaler | ½ | Semifinaler | B | Bronzekamp | F | Finale |

| Disciplin | Ons 25. aug | Tor 26. aug | Fre 27. aug | Lør 28. aug | Søn 29. aug | Man 30. aug | Tir 31. aug | Ons 1. sep | Tor 2. sep | Fre 3. sep | Fre 3. sep | Lør 4. sep | Søn 5. sep |
| --------- | ----------- | ----------- | ----------- | ----------- | ----------- | ----------- | ----------- | ---------- | ---------- | ---------- | ---------- | ---------- | ---------- |
| Mænd      | G           | G           | G           | G           | G           | G           | ¼           |            | ½          | B          | F          |            |            |
| Kvinder   | G           | G           | G           | G           | G           | G           |             | ¼          | ½          | B          | F          |            |            |